# Renault Zo (automobile)
Ne doit pas être confondu avec Renault ZO (autorail).
La Renault Zo est un concept car présenté par le constructeur automobile français Renault, au salon automobile de Genève 1998. 

## Historique

### Conception et développement
Conçue sous la codification « Z08 », la future Renault Zo reprend certaines idées issues de la Renault Argos, un concept car présenté au salon de Genève de 1994. L'Argos préfigure plusieurs éléments de design intégrés par la suite à la Clio II, et surtout à la Renault Spider, sortie en 1995. Pour ce nouveau projet, Renault décide de directement dériver le châssis de la Spider, afin de travailler autour d'une base technique déjà existante et éprouvée.

### Présentation
La Renault Zo est officiellement présentée lors de la 68e édition du salon international de l'automobile de Genève, en mars 1998.

## Caractéristiques

### Chaîne cinématique

#### Motorisations
La Renault Zo est propulsée par une nouvelle version du moteur F Renault, un bloc monté dans la plupart des sportives Renault des années 1980 à 2000. Ce quatre cylindres en ligne de 1 998 cm3, doté de seize soupapes, développe une puissance de 135 ch. La base du bloc est la même, mais culasse totalement inédite fait de ce moteur à essence le tout premier d'Europe à être à  injection directe. Il sera par la suite intégré en 1999 sur la Mégane I Coupé et Cabriolet, sur la version 2.0 16V IDE, puis de 2001 à 2003 sur la Laguna II, dans sa version 140 ch IDE.
| Modèle et boîte            | Production | Moteur                   | Cylindrée         | Puissance                      | Couple  |
| -------------------------- | ---------- | ------------------------ | ----------------- | ------------------------------ | ------- |
| Renault Zo (boîte auto. 4) | 1998       | 4 cylindres en ligne F5R | 1 998 cm3 (2,0 L) | 101 kW (135 ch) à 5 500 tr/min | 188 N m |